# Травневе (Вінницький район)
Травневе — село в Україні, у Погребищенській міській громаді Вінницького району Вінницької області. Населення становить 132 особи.

## Назва
У 19 столітті село Травневе мало назву Княжа, або Княже, За радянщини перейменоване на Травневе.
22 червня 2023 року рішенням Національної комісії зі стандартів державної мови віднесено до списку населених пунктів, які можуть не відповідати лексичним нормам української мови, зокрема стосуватися російської імперської політики (російської колоніальної політики). Громаді рекомендовано обґрунтувати доцільність збереження поточної назви або запропонувати нову назву в установленому законодавством порядку.

## Географія
Село Травневе розташоване на лівому березі річки Рось, навпроти села Збаржівки, розташованого в свою чергу на правому березі. На південному заході від Травневого розташоване село Обозівка і ще далі — село Дзюньків, на північному заході від села розташований ліс Липник, від якого західний край села знаходиться приблизно лише за 100 метрів.

## Адміністративна приналежність
У 19 столітті село відносилося до Сквирського повіту Київської губернії, перебуваючи на самісінькому кордоні повіту.
12 червня 2020 року, відповідно до розпорядження Кабінету Міністрів України № 707-р «Про визначення адміністративних центрів та затвердження територій територіальних громад Вінницької області», увійшло до складу Погребищенської міської громади.
19 липня 2020 року, в результаті адміністративно-територіальної реформи та ліквідації Погребищенського району, село увійшло до складу Вінницького району.

## Історія
У 19 столітті село мало назву Княжа, або Княжна, Княже. 1868 року мешканці Княжної та Збаржівки виступили проти місцевих поміщиків. Над селянами вчинили жорстоку розправу.
У 1900 році в селі було 94 подвір'я, мешканців обох статей — 524 особи, з них чоловіків — 263, жінок — 261. Головне заняття мешканців було землеробство. Від залізничної станції, що мала назву Рось, село знаходилося на відстані 15 верств. Поштово-телеграфна станція знаходилася у Босому Броді, поштова (земська) — в селі Бабинцях. В селі лічилося землі 673 десятини, з них належало поміщикам 286 десятин, селянам — 312 десятин, чиншовикам — 75 десятин. Село відносилося до власницьких сіл і належало Л. А. Ржевуському. Господарство в маєтку вів орендар такий собі А. Г. Аврамчук. Господарство велося в поміщика й в селян за трипільною системою. В селі була одна каплиця.

## Населення
За даними перепису 2001 року населення села становило 127 осіб, із них 96,97 % зазначили рідною мову українську і 3,03 % — російську.
| Рік            | ~1883 | 1897 | ~1900 | 1989 | 2001 |
| -------------- | ----- | ---- | ----- | ---- | ---- |
| Кількість осіб | 210   |      | 524   | 168  | 127  |